# Szárazpatak (Bákó megye)
Szárazpatak (románul: Ștefan cel Mare) település Romániában, Moldvában, Bákó megyében.

## Fekvése
A 11A út mellett, Borzești déli szomszédjában fekvő település.

## Története
Szárazpataknak 1930-ban 456 lakosa volt, melyből 201 magyarnak és 231 katolikusnak vallotta magát.
A 2002-es népszámlálási adatok szerint 798 lakosából 394 fő volt katolikus és két fő magyar nemzetiségű.